# 薄雲 (東雲型駆逐艦)
|          |                                                                                                   |
| 艦歴     |                                                                                                   |
| 計画     | 第二期拡張計画(1897年度)                                                                          |
| 起工     | 1898年9月                                                                                         |
| 進水     | 1900年1月16日                                                                                     |
| 竣工     | 1900年2月1日                                                                                      |
| 除籍     | 1922年4月1日                                                                                      |
| その後   | 二等掃海艇 1923年6月30日二等掃海特務艇 1923年8月1日運貨船 1925年2月25日廃船 1925年4月29日撃沈処分 |
| 要目     |                                                                                                   |
| 排水量   | 常備：322トン                                                                                     |
| 長さ     | 63.6m                                                                                             |
| 幅       | 6.0m                                                                                              |
| 吃水     | 1.7 m                                                                                             |
| 機関     | 2軸推進、5,475shp                                                                                 |
| 速力     | 30ノット                                                                                          |
| 航続距離 |                                                                                                   |
| 乗員     | 58人                                                                                              |
| 兵装     | 8.0cm単装砲1基 57mm単装砲5基 45cm水上発射管2門                                                    |

薄雲（うすぐも）は、大日本帝国海軍の駆逐艦で、東雲型駆逐艦の6番艦である。同名艦に吹雪型駆逐艦（特I型）の「薄雲」があるため、こちらは「薄雲 (初代)」や「薄雲I」などと表記される。

## 艦歴
発注時の艦名は第十号水雷艇駆逐艇。1900年2月1日、イギリス・ソーニクロフト社で竣工し、水雷艇（駆逐艇）に類別。同年5月14日、鹿児島に到着。1900年6月22日、軍艦に編入され、駆逐艦に類別。
1904年、日露戦争が勃発した際には第1艦隊第3駆逐隊に所属していた。旅順口攻撃、黄海海戦、日本海海戦などに参加した。
1905年12月12日駆逐艦に種別変更。
1912年8月28日三等駆逐艦。
1922年4月1日、特務艇（二等掃海艇）に編入。1923年6月30日、二等掃海特務艇に類別変更。同年8月1日、雑役船（運貨船）に編入、同時に公称第2525号に改称。1925年2月25日、廃船。同年4月29日、伊豆大島沖で実艦標的として撃沈処分。

## 艦長
※『日本海軍史』第9巻・第10巻の「将官履歴」及び『官報』に基づく。
回航委員長
- 松岡修蔵 少佐：1899年2月14日 -

艦長
- 永田泰次郎 大尉：1900年6月22日 - 9月25日
- 森義臣 少佐：1900年9月25日 - 1901年4月10日
- 金子満喜 少佐：1901年4月17日 - 1903年5月25日
- 大山鷹之介 少佐：1903年5月25日 - 1904年9月11日

駆逐艦長
- 森駿蔵 少佐：1905年12月12日 - 1906年5月10日
- （兼）笠間直 中佐：1906年5月10日 - 10月3日
- （兼）柴内豪吉 大尉：1906年10月3日 - 1907年1月12日
- 山口毅一 大尉：1907年1月12日 - 1908年4月20日
- （兼）伊東真三郎 大尉：1908年4月20日 - 5月16日
- （兼）野田為良 大尉：1908年5月16日 - 9月25日
- 阿部三平 大尉：1908年9月25日 - 12月10日
- （兼）松下芳蔵 大尉：1908年12月10日 - 1909年2月1日
- 小川正冬 大尉：1909年2月1日 - 1910年9月26日
- 松平胖 大尉：1910年9月26日 - 1912年3月1日
- 高柳稲雄 大尉：1912年3月1日 - 12月1日
- 志村実 大尉：1912年12月1日 - 1913年7月10日
- 荷村信夫 少佐：1913年7月10日 - 10月14日
- 堀江豊雄 少佐：1913年10月14日 - 不詳
- 森田弥五郎 大尉：不詳 - 1915年12月13日
- 田尻敏郎 大尉：1915年12月13日 - 1916年12月1日
- 三木太市 大尉：1916年12月1日 - 1917年12月1日
- 村島徤三 大尉：1917年12月1日[7] - 1919年12月1日[8]
- 奥野晃 大尉：1919年12月1日[8] - 1920年8月23日[9]
- 山中順一 少佐：1920年8月23日[9] - 1921年11月10日[10]
- （兼）平岡貞 大尉：1921年11月10日[10] - 1922年2月1日[11]
- （兼）大島信哉 大尉：1922年2月1日[11] -